# Kloster Wechterswinkel

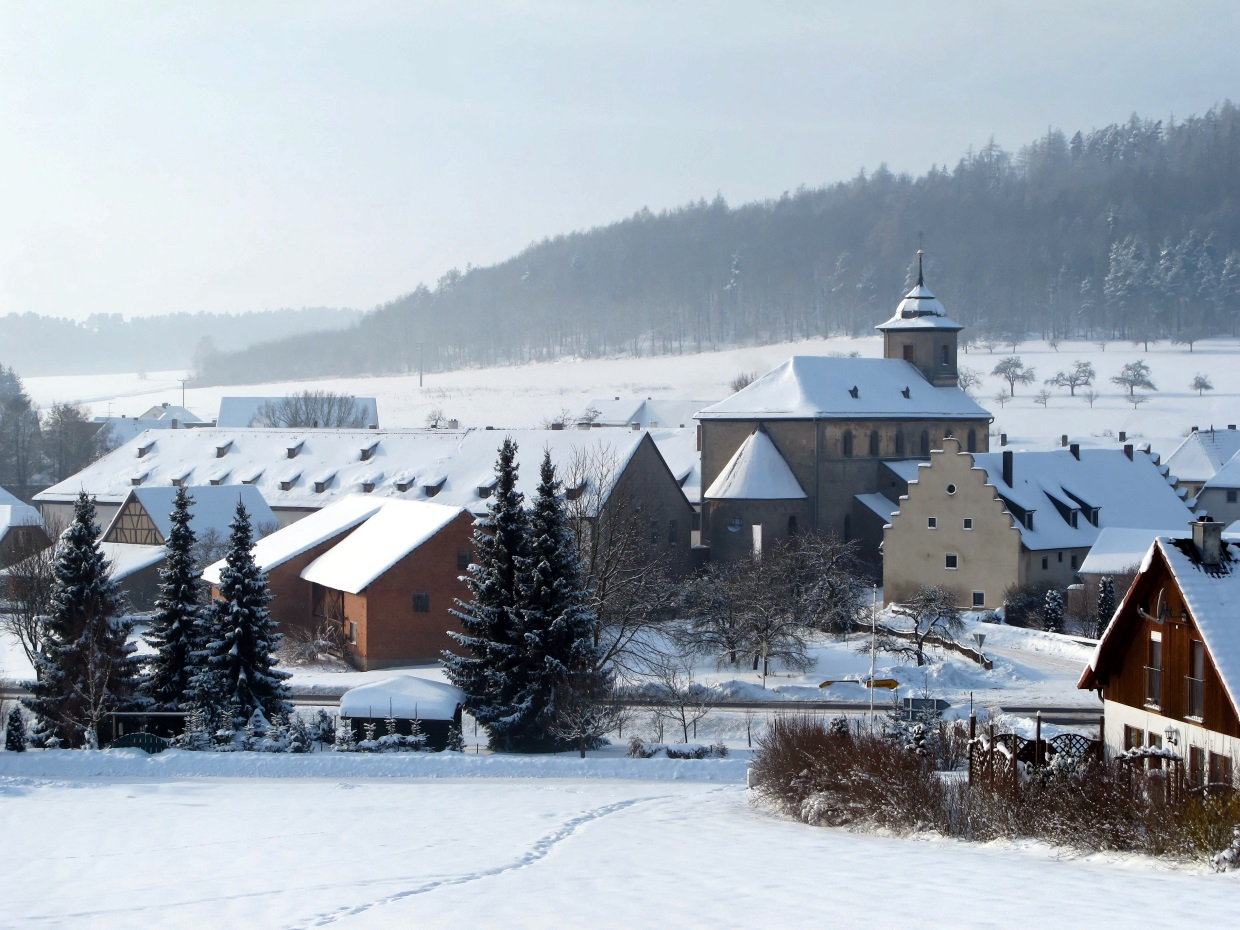
Kloster Wechterswinkel

Kloster Wechterswinkel ist eine ehemalige Zisterzienserinnen-Abtei in Bayern in der Diözese Würzburg. Das Kloster Wechterswinkel befand sich im Gebiet der heutigen Gemeinde Bastheim. Nach mehreren Zwischennutzungen wurde das Gebäude vom Landkreis Rhön-Grabfeld gekauft und aufwendig saniert. Seit 2008 beherbergt ein Großteil der Vierseitanlage das Kreiskulturzentrum, welches auch unter dem Namen „Kloster Wechterswinkel Kunst und Kultur“ bekannt ist. Durch Wechterswinkel führt der Fränkische Marienweg.

## Wechterswinkel
Für Wechterswinkel sind verschiedene Namensformen aus dem Mittelalter überliefert: uuaheteresuuinkelen (114), wachtereswinkele (1147), wetherswinkel (1150) und wehtereswinkele (1161). Der Name setzt sich aus dem Grundwort "winkel" und dem Bestimmungswort im Genitiv "wechters" zusammen, welches sich als das Althochdeutsche "wad/hari – waht/hari" (der Wächter) bzw. "wahta" (die Wache) bestimmen lässt. Gleichzeitig stellte dieses Wort einen seltenen männlichen Personennamen dar. Das Wort "winkel" bezeichnete einen – eventuell durch Berge – abgeschiedenen Ort. Zusammen mit dem Bestimmungswort "wadhari" kann daher ein Wachtposten, ein befestigter Bau, ein größeres Gehöft oder gar eine Siedlung gemeint gewesen sein. Etwas, das mit diesem althochdeutschen Begriff bezeichnet wurde, musste dort also bereits existiert haben. Da das Althochdeutsche älter ist als die erste urkundliche Erwähnung des Klosters Wechterswinkel um 1143, ist davon auszugehen, dass der Ort bereits älter ist als das Kloster. Archäologische Grabungen in Wechterswinkel gab es allerdings bisher nur im Bereich des Klosters, sodass nicht gesichert ist, wie die Ansiedelung ausgesehen hat. Die Geschichte des Ortes Wechterswinkel ist vor allem auch die Geschichte des ehemaligen Frauenklosters Wechterwinkels.

## Geschichte des Klosters Wechterswinkel
Ein genaues Gründungsjahr des Klosters Wechterswinkel ist nicht bekannt, da keine Gründungsurkunde mehr existiert. Die Forschung geht davon aus, dass die Gründung um das Jahr 1140 durch den Würzburger Bischof Embricho (1127–1146) erfolgte. Die erste Erwähnung erfolgte 1144 durch eine Urkunde Papst Lucius II., die das Kloster Wechterswinkel der Hl. Margarete unter den päpstlichen Schutz stellt und die Vogteirechte des Bischofs bestätigt. Genannt werden in der Urkunde, die auf den 14. März 1144 datiert ist, auch eine Äbtissin namens Buckasta. An sie und ihre Schwestern ist das Dokument adressiert. Wörtlich heißt es "[er, also der Papst] ... Erhört ihre Biten [sic!] und nimmt das Kloster der hl. Margarethe in seinen Schutz, verordnet, dass dort auf immer die Regel des hl. Benedikt befolgt werde, sichert ihm ungestörten Besitz aller gegenwärtigen und aller zukünftigen Güter zu, ebenso die freie Wahl der Äbtissin, die dem Bischof gehorsam sein soll, und verbietet Schädigungen am Besitz. Der Ort und alles, was dazugehört, soll keinen anderen Vogt als den Bischof haben." Damit war das Kloster von Beginn an dem Würzburger Bischof unterstellt, der somit die Vogtei besaß und damit weltlicher Schutzherr war. Nach dem Eigenkirchenrecht des Deutschen Reichs stand diese Form der Schutzherrschaft dem Gründer zu, weshalb Bischof Embricho als Stifter des Klosters angesehen wird. Eine zweite Urkunde bestätigt die Vogteirechte des Würzburger Bischofs: In diesem Schreiben von Papst Eugen III. an die Äbtissin Buxta von St. Marien zu Wechterswinkel wird jedoch nicht mehr die Hl. Margarethe als Patronin des Klosters genannt, sondern die Gottesmutter. Möglicherweise bezieht sich die erstgenannte Urkunde mit dem Verweis auf die Hl. Margaretha auf einen Vorgängerbau, der westlich des Elsbaches lag. Diese Anlage umfasste eine Margarethen-Kirche, diese lag am Eingang eines früheren Klosterhofes. 2013 zeichnete sich nach langer Trockenheit der Grundriss des Margarethenkirchleins im Grasbewuchs ab, sodass der Vorgängerbau genau lokalisiert werden konnte. Neben dem Würzburger Bischof dürfte auch König Konrad III. an der Gründung des Klosters Wechterswinkel beteiligt gewesen sein: Eine Urkunde Kaiser Friedrichs I. vom 31. Januar 1180 belegt, dass König Konrad III. dem Kloster jährlich vier Mark Silber zusprach.
Die Herkunft des Gründungskonventes ist unbekannt. Im ganzen deutschen Sprachraum gab es in der ersten Hälfte des 12. Jahrhunderts noch kein einer zisterziensischen Kongregation zugehöriges Frauenkloster, welches Schwestern nach Kloster Wechterswinkel entsandt haben könnte. Ein Kalender, der einem Kopialbuch vorgebunden ist, könnte von den ersten Nonnen des Klosters mitgebracht worden sein und würde für eine Besiedelung des Klosters von Frankreich aus sprechen, da darin Heilige aufgeführt sind, die für die Region des heutigen Unterfranken völlig untypisch sind. Genannt sind beispielsweise Julian de Brioude, Torpes und Ferreolus von Vienne – alle diese Heiligen wurden vor allem im Erzbistum Vienne in Burgund besonders verehrt. Möglicherweise nutze Bischof Embricho seine Kontakte zum Abt des Klosters Ebrach. Abt Adam von Ebrach war zunächst Mönch in Citeaux gewesen, später im Kloster Morimond und von dort in den Steigerwald ausgesendet worden. Als Abt nahm er auch am jährlich stattfindenden Generalkapitel in Citeaux teil. Belege für die Annahme, dass über diesen Kontakt die ersten Nonnen nach Wechterswinkel entsandt wurden, gibt es allerdings nicht. Jüngst wurde vermutet, die Zisterzienserinnenabtei Montreuil-les-Dames habe die ersten Ordensfrauen nach Wechterswinkel entsandt.
Obwohl dem Zisterzienserorden niemals formell eingegliedert, wurde der Abt von Bildhausen der Pater Immediatus von Wechterswinkel.
Die Nonnenabtei entwickelte sich gut und konnte im ersten Jahrhundert ihres Bestehens eine Reihe von Tochterklöstern gründen bzw. besiedeln: 1147 Ichtershausen, 1157 St. Theodor zu Bamberg (ursprünglich St. Maria und St. Theodor), 1190 St. Johanniszell unter Wildberg bei Sulzfeld und 1218 folgte eine weitere Tochtergründung in Hain im Landkreis Aschaffenburg mit "St. Maria im Hagen". Letzteres ist ab 1238 bzw. 1240 als Kloster Schmerlenbach bekannt. 1344 und 1490 führte der Bischof von Würzburg Reformmaßnahmen in Wechterswinkel durch. Im 16. Jahrhundert wurde die Frauenabtei mehrmals verwüstet, was das Klosterleben 1574 zum Erlöschen brachte.
Nach vergeblichen Bemühungen zur Wiedergründung gestattete Papst Clemens VIII. 1592 dem Würzburger Bischof Julius Echter von Mespelbrunn, die Einkünfte der unbesetzten Frauenzisterze vorübergehend bedürftigen Pfarreien zuzuwenden. Das Vermögen bildete den Grundstock einer Stiftung zugunsten von Pfarreien und Schulen. Das Vermögen und die Ländereien wurden weiter vor Ort in Wechterswinkel verwaltet. Der Bischof von Würzburg unterhielt zu diesem Zweck die Propstei Wechterswinkel, die, mehrfach umgebaut, im klassizistischen Zustand von 1793 gut erhalten ist.

## Klosterkirche St. Cosmas und Damian
Die bis heute das Ortsbild Wechterswinkels prägende Klosterkirche wurde am 13. Juli 1179 durch den Würzburger Bischof Reginhard von Abendberg geweiht. Der Weihetag ist gleichzeitig der Festtag der Patronin des Klosters – der Hl. Margaratha. Als Patrozinium erhielt der Kirchenbau die Hl. Gottesmutter sowie die Hl. Dreifaltigkeit. Nicht bekannt ist, wann und weshalb es nach der Aufhebung des Klosters zu dem Patroziniumswechsel kam.

### Zum Kirchenbau
Es handelt sich bei der Klosterkirche Wechterswinkel um eine dreischiffige spätromanische Basilika, die nach Osten ausgerichtet ist. Das Mittelschiff schließt mit einer halbrunden Apsis ab. Ursprünglich war der Kirchenbau ca. 15 Meter länger, sodass der Chorschluss heute nicht mehr in der Originalsituation vorhanden ist. Die Seitenschiffe schließen gerade ab; vermutet werden kann jedoch, dass sie ursprünglich ebenfalls halbrunde Apsiden aufwiesen. Aufgrund der Verkürzung der Kirche um ca. ein Drittel der Länge, welche 1811 vorgenommen wurde, verblieben nur vier Joche von ehemals mindestens sechs. Rundbogenarkaden auf quadratischen Pfeilern öffnen das Mittelschiff zu den seitlichen Schiffen im Norden und Süden hin und tragen den Obergaden. Vier Rundbogenfenster pro Hochwand, die jeweils über dem Scheitel der Arkaden liegen, lassen Tageslicht in den Kirchenbau; wie auch die größeren Fenster der Seitenschiffe, die in gleicher Anzahl und Orientierung eingebracht sind. Das letzte Joch im Westen des südlichen Seitenschiffes wurde baulich abgetrennt und vormals als Sakristei genutzt. Im 20. Jahrhundert (um 1930) wurde am östlichen Ende des nördlichen Seitenschiffs eine neue Sakristei angebaut. Grabungen im Innern der Kirche im Rahmen einer Kirchenrenovierung in den Jahren 1986 und 1987 ergaben, dass das Bodenniveau im Laufe der Jahrhunderte um 200 cm angehoben wurde. Auch wurden vier Gräber entdeckt.
Die Westfassade weist Mörtelspuren auf, die darauf hindeuten, dass dort ein Vorbau der Hauptkirche angeschlossen gewesen war. Zwei mit Mörtel und Ziegelsteinen verfüllte Dachlinien zeichnen sich ab. Die Dächer hatten unterschiedliche Neigungswinkel, aber ihr Scheitel lag jeweils in Höhe des Gesimses, welches unterhalb zweier Fenster verläuft. Mehr lässt sich über das Aussehen des Vorbaus nicht sagen, ebenfalls ist unklar, wann er abgebrochen wurde. In der Mitte der Fassade öffnet sich ein romanisches Rundbogenportal. In einigem Abstand ist es von schmalen Halbsäulen flankiert, die über einem Wulst jeweils ein Würfelkapitell tragen. Diese sind schlicht ausgearbeitet, aber werden von verschnittenen Halbkreisen geschmückt. Die beiden Halbsäulen verbindet ein Gesims, welches einen fünffach gestuften Zahnschnitt aufweist; darüber läuft ein Band, welches ähnlich den Kapitellen sich schneidende Halbkreise als Ornament zeigt. Über dem Gesims, in Verlängerung der Kapitelle, sitzen rechts und links kleine Obelisken, deren klassizistische Ausgestaltung darauf schließen lässt, dass diese nicht zum ursprünglichen Bestand gehören, sondern später ergänzt wurden. Auffällig an der Portalsituation sind zudem drei Quader, die direkt unterhalb des Gesimses in die Wand eingelassen sind: Diese sind skulptural bearbeitet worden, alle drei weisen ein Kreuz auf. Aus dem linken (nördlichen) Quader ist ein griechisches Kreuz herausgearbeitet, dessen Enden durch kleine Rechtecke verbreitert sind. Es erinnert damit an die Form eines Kruckenkreuzes, wie beispielsweise das Kaiser-Heinrich-Kreuz. Auch aus dem rechten, südlichen Quader tritt ein Kreuz hervor, diesmal handelt es sich allerdings um ein lateinisches Kreuz, da die Querbalken kürzer sind als der Längsbalken. Unter den Querarmen steht jeweils ein weiteres kleines lateinisches Kreuz. Am großen Hauptkreuz des Quaders ist zudem im Kreuzungspunkt der Balken eine Erhebung zu erkennen. Der mittlere Quader ist figürlich gestaltet. Über einem eher lateinischen Kreuz, welches nur wenig aus der Basis des behauenen Steines hervortritt, ist der Gekreuzigte zu sehen. Sein Haupt ist leicht zur Seite geneigt, das lange, in der Mitte gescheitelte Haar fällt glatt nach hinten. An Wangen und Kinn ist ein kurzer Bart angedeutet. Er trägt ein Lendentuch, welches bis zu den Knien reicht; seine Füße stehen nebeneinander. An beiden Handflächen sind Nagelköpfe zu erkennen.

### Orgel
Die Orgel in der Kirche zu Wechterswinkel wurde am 18. August 1625 vom Bamberger Orgelbauer Johann Oltrich geliefert. Bezahlt wurden 450 fl. (Gulden). Im Jahr 1881 wurde das Instrument vom Würzburger Orgelbauer Schlimbach umgebaut; vermutlich von Martin Joseph Schlimbach. Eine weitere Überholung erhielt die Orgel im Zuge einer Innenrenovierung 1987.

### Glockenturm und Geläut
Am westlichen Ende der Kirche über dem Hauptportal wurde ein Glockenturm ähnlich einem Dachreiter aufgesetzt. Im Inneren der Kirche wird dieser von zwei schmalen quadratischen Pfeilern getragen. Der Turm der Klosterkirche St. Cosmas und Damian beherbergt ein klangvolles Glockenquartett. 1969 wurden für das Geläut von Gustav Fuchs drei Glocken gestiftet. Diese wurden von der Gießerei F. W. Schilling in Heidelberg angefertigt und kosteten 16.990,10 DM. Als Inschrift tragen die Glocken alle einen Verweis auf den Stifter: "Gestiftet von Gustav Fuchs, Wechterswinkel 1969". Geweiht wurden sie am 7. Juni 1970 von Pfarrer August Nadler und Pfarrer Lorenz Firsching. Die vierte Glocke des Geläuts stammt aus der nicht mehr existierenden Margarethenkapelle Wechterswinkel. Sie trägt die Inschrift: „Herr Propst Kodwitz hies Mich Mehren Damit Thut Er S. Margareth Verehren. 1598.“ Auf der größten Glocke ist eine Taube mit einem Ölzweig im Schnabel zu sehen sowie das Wort „Friede“ zu lesen. Die beiden anderen von Gustav Fuchs gestifteten Glocken sind der Hl. Maria und dem Hl. Josef geweiht.
| Nr. | Ton | Gewicht (kg) | Durchmesser | Gießer                                   | Gussjahr | Geweiht        |
| --- | --- | ------------ | ----------- | ---------------------------------------- | -------- | -------------- |
| 1   | a'  | 687          | 100 cm      | Friedrich Wilhelm Schilling / Heidelberg | 1969     | Friede         |
| 2   | c"  | 397          | 84 cm       | Friedrich Wilhelm Schilling / Heidelberg | 1969     | Hl. Maria      |
| 3   | d"  | unbekannt    | unbekannt   | unbekannt                                | 1598     | Hl. Margarethe |
| 4   | e"  | 188          | 66 cm       | Friedrich Wilhelm Schilling / Heidelberg | 1969     | Hl. Josef      |

## Konventgebäude
Vor der Einkürzung der Kirche grenzte der Konventbau an die südliche Seitenwand des Kirchenschiffes an. An der heutigen Stirnwand des Baus sind auch noch zugemauerte Tür- und Fensteröffnungen erkennbar. Diese zeigen auch das veränderte Bodenniveau, der auch außerhalb der Kirche um ca. 1,70 m angehoben wurde. Ein rechts unten an der Stirnwand befindlicher gemauerter Bogen markiert den ehemaligen Zugang vom Kirchenschiff zum Kreuzgang. Ursprünglich war der Konventbau dreigeschossig; dies belegen abgeschlagene Tragsteine der ehemaligen ersten Geschossdecke. Diese bestätigen auch, dass das Bodenniveau früher tiefer lag.
In den Jahren 1662 und 1663 wurde das Gebäude einer weltlichen Nutzung zugeführt: Die Gebäudetiefe wurde von zunächst 8 m um die Breite des Kreuzganges erweitert und dieser daher abgebrochen. In der Folge wurde der Konventbau bis in die achtziger Jahre des 20. Jahrhunderts als Frucht- bzw. Getreidespeicher verwendet. Das Innenskelett des Speichers besitzt noch heute eine dreireihige Säulenstellung im Erd- und im ersten Obergeschoss. Die Decken ruhen auf vierkantigen Eichensäulen mit Sattelhölzern. Dendrochronologische Untersuchungen belegen, dass die Eichen in den Jahren 1662 und 1663 gefällt wurden. 1793 wurde der Dachstuhl erneuert und die heutigen Fensteröffnungen hergestellt. Heute beherbergt der ehemalige Konventbau den örtlichen Schützenverein sowie das Kreiskulturzentrum des Landkreises Rhön-Grabfeld: "Kloster Wechterswinkel Kunst und Kultur".

## Das Kloster als Kreiskulturzentrum
Seit dem 12. Dezember 2008 wird das Kloster Wechterswinkel als das neue kulturelle Zentrum des Landkreises Rhön-Grabfeld genutzt. Insgesamt rund 2,5 Millionen Euro wurden aufgewendet, bestehend aus 1,26 Millionen Euro Eigenmitteln und 1,24 Millionen Euro aus dem EU-Förderprogramm LEADER+, um das Projekt zu realisieren. Bespielt wird das Haus von der Kulturagentur Rhön-Grabfeld.
Auf drei Ebenen des ehemaligen Konventbaus sind heute verschiedenste Künste zu finden: Das Erdgeschoss ist wechselnden Kunstausstellungen vorbehalten. Vier bis fünf Sonderausstellungen pro Jahr zeigt die Kulturagentur dort. Der Schwerpunkt liegt auf zeitgenössischer Kunst, insbesondere auf der Bildhauerei. Auch ein Klostercafé ist im Foyer des Kreiskulturzentrums untergebracht. Im ersten Obergeschoss befindet sich der Konzert- bzw. Festsaal des Klosters. Dort findet ein breites Spektrum an Konzerten statt: Von Alter Musik, über Klassik bis hin zu Jazz, Klezmer, Swing und Tango oder Crossover-Konzerten. Auch Lesungen stehen regelmäßig auf dem Veranstaltungskalender des Klosters.
Neben dem Konzert- und Ausstellungsprogramm veranstaltet die Kulturagentur zudem kunsthandwerkliche Märkte in und um das Kloster und einige Open-Air-Veranstaltungen im historischen Innenhof, wie Konzerte oder Sommertheater. Ebenso ist dort Raum für offizielle Anlässe, Empfänge und Ehrungen. Auch für private Feierlichkeiten kann das Kloster über die Kulturagentur angemietet werden.

## Weitere Klosterbauten
Neben Kirche und Konventbau gehören auch Klosterhöfe zu Wechterswinkel; dort war die klösterliche Landwirtschaft untergebracht, die die Versorgung des Konvents sicherte. Außerdem existiert ein zweigeschossiges Propsteigebäude mit Mansardendach und Schleppgauben, welches in seiner heutigen Form aus dem Jahr 1793 stammt. In einem heute als Bauernhaus genutzten Gebäude, tagte früher das Zehnt- und Lehengericht. Bis heute sind die stuckverzierten Decken des Propsteigebäudes erhalten. Ein heute zweigeteiltes Haus, die sogenannte „schwarzen Küche“, war ehemals ein Gästehaus der Klosteranlage, in dem Gäste des Klosters beherbergt und verköstigt wurden. Weiterhin existiert noch heute eine Zehntscheune. Zudem gehören ein Dorfbrunnen und ein als Schafscheune umgenutztes Gebäude, zur ursprünglichen Klostersiedlung. Diese war wohl auch der Ursprungsort einer ersten Klosteransiedlung überhaupt. Das ehemalige Brauhaus des Klosters, welches gleichzeitig auch als Mälzerei, Lagerstätte und Hopfentrocknungsort diente, steht noch heute, doch der acht Meter hohe Gewölbekeller wurde aus landwirtschaftlichen Gründen und Baufälligkeit nach Aufgabe des Braubetriebes im Jahre 1935 verfüllt. Eine Schule für die Kinder der Klosterangestellten lag vor der neuen Propstei. Über deren noch erhaltenen Kellermauern wurde ein landwirtschaftliches Gebäude errichtet. Weiterhin umfasste das Klostergelände das Haus des Klosterjägers. Weil dieses Anwesen am Elsbach gelegen ist, ist im selben Gebäudekomplex auch die Klostermühle integriert gewesen.

## Sagen
- Ludwig Bechstein: Die Alpnonne[31] (Sage mit Bezug zum Kloster Wechterswinkel.)